# Rose Tyler
Rose Tyler är "doktorns" främsta följeslagare i serie 1 (2005) och serie 2 (2006) av TV-serien Doctor Who. Hon spelades av Billie Piper, och karaktären fick mycket god respons från fans och press.
Som 19-åring träffar Tyler den nionde doktorn då han räddar henne och London från autonerna, en plastliknande typ av utomjordingar. Hon följer honom sedan bland annat till dagen då jorden förstörs, till Cardiff på Charles Dickens tid, samt till det hektiska tredje världskriget.
Tylers pojkvän, Mickey Smith och hennes mamma Jackie Tyler, har båda svårt att acceptera doktorns livsstil och Roses val att följa med honom. Roses pappa dog när Rose var mycket ung, men de träffas i avsnittet Fars dag.
I avsnittet Doomsday skiljs doktorns och Roses vägar åt då hon av misstag blir fast i en annan dimension. 
Efter att ha följt Doktorn i två säsonger (nionde och tionde doktorn) ersattes karaktären av Martha Jones.
Rose återvänder i säsong fyra då hon lyckas ta sig tillbaka från det parallella universum hon fastnade i i avsnittet Doomsday